# Aptostichus bonoi
Aptostichus bonoi es una especie de araña migalomorfa del género Aptostichus, familia Euctenizidae. Fue descrita científicamente por Bond en 2012. La especie se encontró en el parque nacional de Árboles de Josué, California. Solo se conocían siete especies de Aptostichus antes de 2012, incluida Aptostichus angelinajolieae.

## Descripción
A diferencia de los machos del resto de las especies de Aptostichus, los especímenes machos de A. bonoi y A. fisheri apenas tienen almohadillas de escópula y poseen espinas cortas pero distintivas en la superficie ventral del tarso I.
Aptostichus bonoi se describió sobre la base de un solo espécimen tipo macho y uno hembra; el macho es el holotipo y se presume que fue recolectado de una trampa, mientras que la hembra es el paratipo y presumiblemente fue atrapada viva en su madriguera. La especie se conoce solo de un área del parque nacional de Árboles de Josué. Los datos disponibles son muy limitados, pero se supone que los machos se dispersan para buscar hembras desde finales del otoño hasta principios del invierno.

## Estado de conservación
Debido al rango muy limitado de la especie y su escasez en las colecciones, es probable que Aptostichus bonoi esté en peligro en términos de su estado de conservación. Según Bond, la protección de la especie es crítica.